# Charles Joseph de Werro
Pour les articles homonymes, voir Werro.
 (février 2017).
Charles Joseph de Werro, né à Fribourg en 1754 et mort dans la même ville le 24 mai 1828, est un homme politique suisse.

## Biographie
Fils de François Romain de Werro et de Elisabeth Buman, il est le frère de Jean Georges Joseph de Werro et le père de François Romain de Werro.
Il est détenu en 1799 comme chef des « mécontents » dans le Château de Chillon et est l'un des instigateurs du mouvement contre-révolutionnaire en 1802.